# Chevrolet Astrovette
Ne doit pas être confondu avec Chevrolet Aerovette.
La Chevrolet Astrovette fait partie d’une étude aérodynamique visant à améliorer l’aérodynamisme de la Corvette.
Présentée en 1968, elle comportait un nez allongé, un pare-brise de roadster, des ouvertures de roue arrière fermées et une queue allongée et effilée. Elle comportait également des volets actionnés par pression sur les ailes. Celles-ci avaient été conçues pour s'ouvrir quand la pression sous le capot devenait trop élevée. Mais, sur ce concept-car, ces volets étaient juste là pour la présentation car, en réalité, ils n'ont jamais été fonctionnels. Le concept Astrovette est basé sur une Chevrolet Corvette convertible bleue de 1968 et l'habitacle est celui d'origine, à l'exception du volant de course. Le moteur est un "L-68 427" de 400 ch qui est celui de la voiture de base. En 1992, la voiture a été restaurée conformément à ses spécifications d'origine.
 